# Johann Mathieu
Johann Mathieu (* 6. Dezember 1888 in Neuhütten; † 2. Januar 1961 in Neunkirchen) war ein deutscher Kommunist und Gewerkschaftsfunktionär.

## Leben
Johann Matthieu wuchs zunächst in Neuhütten bei Trier auf und zog mit seiner Familie um 1900 in das Saarrevier. Dort wurde er Bergmann und engagierte sich ab 1913 im freigewerkschaftlichen Bergarbeiterverband. Er diente im Ersten Weltkrieg als Soldat und wurde verwundet, wodurch er eine bleibende Einschränkung am rechten Bein erhielt. Ab 1920 wurde er als Kommunist aktiv. Zunächst in einem in Landsweiler-Reden gegründeten „Verband der Kommunisten“, den er mitgründete und der 112 Mitglieder umfasste, später dann in der Kommunistischen Partei Deutschlands (KPD). 1925 in Spiesen leitete er den Arbeiter Turn- und Sportverein. 1930 zog er nach Neunkirchen. Dort leitete er die Schachtgruppe Dechen des Einheitsverbandes der Bergarbeiter Deutschlands und gehörte der Revolutionären Gewerkschafts-Opposition an.
1932 wurde er in den Ottweilerer Kreistag gewählt. Ab 1934 war er Mitglied der Einheitsfront und war Organisator der letzten Belegschaftsversammlung des oberen Saarreviers. Als Saar-Delegierter reiste er in die Sowjetunion. Nach Bekanntgabe des Abstimmungsergebnis über die Zukunft des Saargebiets floh er zunächst nach Forbach, kehrte jedoch auf Parteiweisung zurück. Er verlor seine Anstellung auf der Grube Dechen und arbeitete anschließend als Vertreter. Zur Tarnung schloss er sich der NS-Organisation Nationalsozialistische Volkswohlfahrt an.
Heimlich agierte Mathieu jedoch weiter als Kommunist und zählte seit 1935 zu den führenden Köpfen des kommunistischen Widerstandes, obwohl er als ehemaliger Kreistagsabgeordneter unter besonderer Beobachtung der Gestapo stand. Er organisierte konspirative Treffen ehemaliger KPD-Mitglieder und erhielt über einen Mittelsmann der NSDAP geheime Informationen, um so seine Genossen zu warnen. Zudem unterhielt er Kontakt zu KPD-Zelle in Forbach. Trotz der damit verbundenen besonderen Risiken beteiligte er sich auch an Treffen der Exilanten im Ausland, um den Widerstand von dort aus zu organisieren. Er nahm teil an einer Konferenz am 23. und 24. Mai 1936 in Paris und war im Februar 1937 in Metz zusammen mit anderen namhaften Kommunisten, darunter Philipp Daub, Wilhelm Frisch und Otto Niebergall beteiligt an einer Konferenz mit Sozialdemokraten und christlichen Gewerkschaftern, die einen Arbeitsausschuss zur Bildung der Volksfront im Saarland gründete und den Aufruf Saarvolk höre! verabschiedete.
Nach der Befreiung vom Nationalsozialismus engagierte er sich als Obmann der Bergleute der Gruben Ost und organisierte illegale Treffen. Am 18. November 1945 gründete er den Interessenverband Bergbau mit und wurde ein wichtiger Funktionär der Bergbaugewerkschaften und zweiter Mann neben Oskar Müller. Nach dem Rücktritt Müllers 1947 kandidierte er für den Vorsitz, unterlag jedoch Aloys Schmitt. Für das obere Revier blieb er Belegschaftssprecher bis 1948, danach war er als gewähltes, freigestelltes Mitglied des engeren Ausschusses bis 1952 aktiv. 1952 schied er aus Altersgründen aus. Bis 1956 war er in der Gewerkschaft weiterhin aktiv, unter anderem als Knappschaftsältester und stellvertretender Vorsitzender der Ortsgruppe IV des Bergbaus.